# Велчова завера
 За площада във Велико Търново вижте Велчова завера (площад във Велико Търново).  
Велчовата завера е опит за въстание на българите в Търновско и Силистра през 1835 година. Преди планираната дата на бунта заговорът е разкрит и организацията, свързана с него, е разбита от османските власти с активната помощ на Русия.

## История
След завръщането си от чужбина през 1834 г. заможният търговец Велчо Атанасов-Джамджията започва организирането на въоръжено въстание. Той привлича около себе си Иванаки Йонков-Кюркчията (Вратцалията), Никола Гайтанджията, Димитър Софиянлията, хаджи Йордан Брадата, игумена на Плаковския манастир – отец Сергий, и учителя Андон Никопит. В подготовката на въстанието активно се включват и дейци основно от Елена, Горна Оряховица, Лясковец, Трявна, Габрово. Търновските съзаклятници начело с Велчо Атанасов установяват тесни връзки с Георги Мамарчев, българин, служил по-рано в руската армия.
На заседанията, провеждани в Търново и Елена, родолюбците изработват план за провеждане на въстание, което трябва да бъде обявено на Великден през април 1835 г. Под предлог, че събира работници за поправка на разрушената през последната Руско-турска война варненска крепост, Димитър Софиянлията се наема да въоръжи в околностите на Търново около 2000 души. С Иванаки Кюркчи от неговото село Вратца, както и от съседното Българене за Търново заминали голяма група българенци и вратцалии. Днес не е възможно да се установят имената на участвалите в заверата, защото списъците на мнимите „дюлгери", дошли в Търново, са унищожени веднага след разкриването на заговора. Подготовката се изразява и в набавяне на оръжие и боеприпаси, шиели се специални униформи, калпаци и знамена. Съзаклятниците провеждали и военни упражнения, строй, стрелба.
Предвождани от Георги Мамарчев, въстаниците трябва да превземат Търново и да провъзгласят Велчо Атанасов за Княз Търновски и след разгрома на турските войски в Търново да се вдигне въстание в Еленско и Габровско и да се овладеят старопланинските проходи в Централна Стара планина. Основната цел на въстанието е било образуването на автономно княжество, което да бъде база за бъдещите освободителни борби. При успешен завършек автономният статут щял да се разпростре върху всички български земи.
Заговорът е разкрит на властите от еленския чорбаджия Йордан Кисьов. Повечето от участниците са обкръжени от турците в Плаковския манастир. В последвалото сражение участват и хайдути от дружините на Иван Аврамски и Куман войвода, монаси от манастира и селяни от околността. Малък брой въстаници се измъкват от обкръжението и, водени от Иван Аврамски, са разбити до село Средни колиби, Еленско.
За изтръгване на признания за други участници в заговора турците подложили на жестоки изтезания арестуваните бунтовници. Те се изправят достойно пред съда и бесилката и не издават никого, като по този начин спасяват мнозина заговорници от смърт. Повечето ръководители на заговора, включително Велчо Атанасов, Димитър Софиянлията, Йордан Брадата и Кольо Гайтанджията, са обесени в Търново на 4 април. Иванаки Йонков - Кюркчията е изпратен във Видин по личното настояване на управителя на пашалъка Хюсейн паша, след което е обесен в Ловеч на 14 април 1835 г. Други са изпратени на заточение – отец Сергий в Мъглижкия манастир, Антон Никопит в Цариград, а Георги Мамарчев в Кония, а след това на остров Самос, управляван от съгражданина му Стефан Богориди.
Участниците във Велчовата завера изглежда разчитат и на известна подкрепа от страна на Русия, но заговорът съвпада с периода на най-голямо сближаване между Османската и Руската империя. В Силистра, която по това време се намира под временна руска окупация, е разкрито второ ядро на заговора, в което участват много бесарабски българи, доброволци от Руско-турската война. По лично нареждане на император Николай I всички участници в заговора, които не са руски поданици, са незабавно предадени на османските власти. В подобно положение остава и Георги Мамарчев, бивш руски офицер, когото руснаците не приемат за свой поданик и отказват да защитят. Заговорниците с руско поданство са предадени на военен съд, подложени са на тежки мъчения и са изпратени на заточение в Сибир.

## Памет
През 1935 г. по повод 100-годишнината от Заверата в Плаковския манастир „Св. пр. Илия“ е поставена голяма мемориална плоча под манастирската камбанария, чийто надпис гласи: Слава на героите, събрали се преди сто години и загинали за свободата на своя народ: Велчо Атанасов Джамджията от В. Търново, Иванаки Йонков Кюркчията от Враца, отец хаджи Сергий, игумен на манастира „Св. Илия“, Кольо Гайтанджията от В. Търново, майстор Димитър от София, хаджи Йордан Брадата от Елена, даскал Андон Никопит от Македония и мнозина други родолюбци начело с кап. Георги Мамарчев от Котел, вдъхновител и организатор на заверата. Български народен комитет, София, Великден, 1935 г.
На Велчовата завера е наречен площад в квартал „Лозенец“ в София (Карта).